# What’s the Pressure
What’s the Pressure (рус. Какое Давление) — песня бельгийской певицы Лаура Тесоро, с которой она представляла Бельгию на конкурсе Евровидение 2016, проведённом в Стокгольме, Швеция.

## Евровидение
В ноябре 2015 года Тесора стала одной из пяти участников Евровидения 2016. В первом шоу она спела песню «Düm Tek Tek» певицы Хадисе которая в свою очередь представляла Турцию Евровидения 2009. Во втором шоу представила свою песню и набрала большие (на телеголосовании) очки. В финале (17 января 2016 г.) её объявили победителем после первого размещения песни. Тесора выступила на первую позицию вместе с песней из Евровидения 2016 в Стокгольме, а также вышла на десятое место с 181 очками. 